# Pośredni Ciężki Przechód
Pośredni Ciężki Przechód (niem. Mittlerer Verborgener Durchgang, słow. Prostredný český priechod, węg. Középső-Csehtavi-átjáró, ok. 1960 m) – przełączka w bocznej, wschodniej grani Niżnich Rysów w Tatrach Słowackich. Znajduje się w środkowej części południowo-wschodniej grani Ciężkiej Turni, pomiędzy Ciężką Basztą (ok. 2035 m) i Ciężkim Kopiniakiem (ok. 1975 m). 
Jest to wąska i głęboko wcięta przełączka, z niektórych miejsc widoczna jako bardzo wąska szczerbina w grani. Ciężki Kopiniak opada do przełączki przewieszonym uskokiem o wysokości około 15 m. Na północny wschód, do Ciężkiego Koryta z przełączki opada łatwy do przejścia wąski żlebek z małym progiem. Podobny żlebek opada z przełączki na południowy wschód.
Autorem nazwy przechodu jest Władysław Cywiński. Ze Zmarzłego Kotła przez Pośredni Ciężki Przechód, Ciężkie Koryto i Spadowy Przechód prowadzi jedna z łatwiejszych dróg wspinaczkowych na Ciężką Turnię. Trudność I w  skali tatrzańskiej, czas przejścia 1 godz. Pierwsze przejście: Władysław Cywiński 24 sierpnia 1999 r.

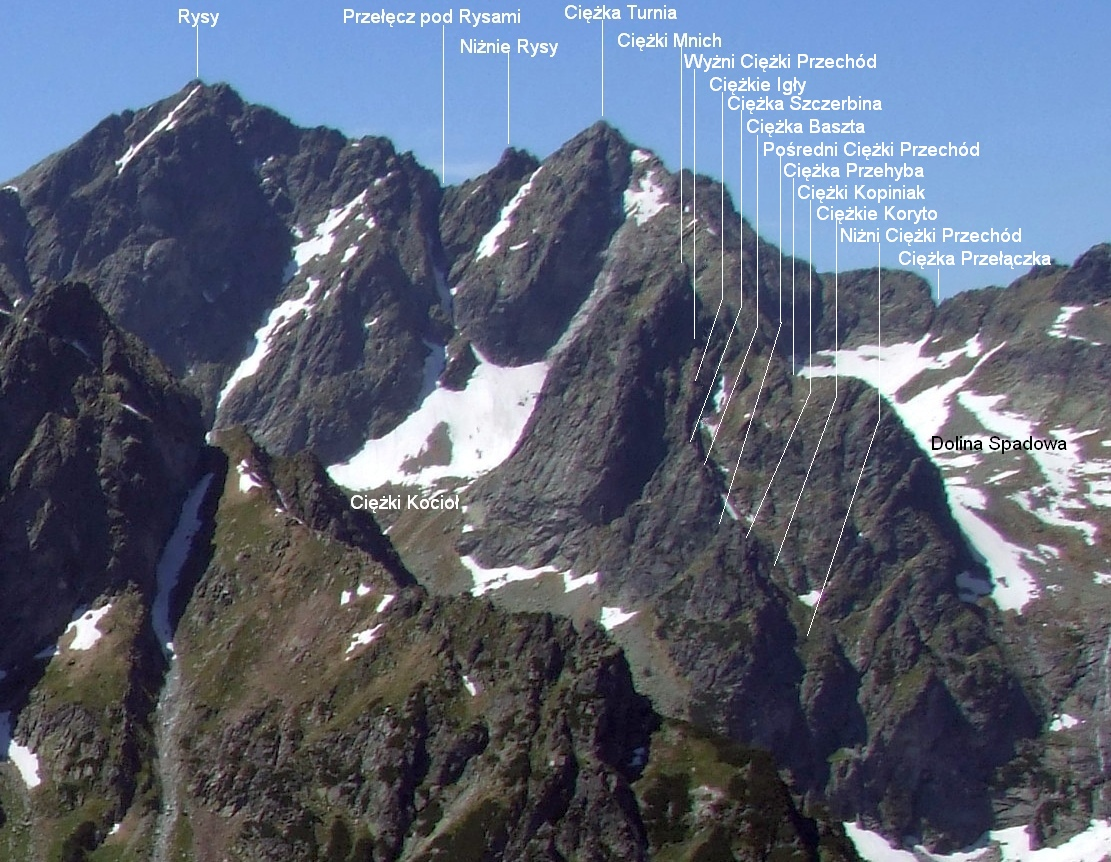
Widok z Doliny Białej Wody